# Душа от желязо
„Душа от желязо“ (на испански: Alma de hierro) е мексиканска теленовела, режисирана от Ерик Моралес и Хавиер Ромеро и продуцирана от Жисел Гонсалес Салгадо и Роберто Гомес Фернандес за Телевиса през 2008-2009 г. Адаптация е на аржентинската теленовела Son de Fierro, създадена от Адриан Суар, Марсела Герти и Рикардо Родригес.
В главните роли са Алехандро Камачо и Бланка Гера, в поддържащите – Хорхе Поса, Сурия Вега, Анжелик Бойер, Флавио Медина, Еди Вилард и Адриан Урибе, а в отрицателната роля е Адамари Лопес. Специално участие вземат Алехандра Барос, Лисардо, Алберто Естрея, Марта Хулия и първите актьори Лус Мария Агилар и Рафаел Инклан.
Първоначално теленовелата е ситком, но към средата на поредицата започват да се добавят драматични елементи.

## Сюжет
Главният герой на тази теленовела, изпълнена с анекдоти и разказвана комично, е семейство Йеро. Хосе Антонио Йеро е добър човек, приятелски настроен, но прекалено ревнив, наричан от съпругата си Железния. Преди 25 години Хосе Антонио се жени за Елена Хименес, с която имат три деца: Себастиан, Санди и Луис. Семейството има достоен живот, работейки в семейния бизнес, правейки деликатеси. Бизнесът е разположен пред дома им, където, освен Хосе и семейството му, живеят Матилде и Пати, майката и сестрата на Елена, както и Анхелито, братът на Хосе, и Есекиел, когото Елена и Хосе са прибрали от улицата и са отгледали като свое дете.
На 10-годишна възраст Себастиан губи зрението си, затова Елена спира да преподава, за да може да помогне на сина си да се приспособи към новия си начин на живот. Вече пораснал, Себастиан завършва история и започва да преподава в училището, където учи Луис, както и непокорната тийнейджърка Рената.
Санди е гордостта и радостта на баща си. Тя учи медицина, но също така се увлича и по танците. Тя знае, че Железния никога няма да ѝ позволи да промени професията си, макар че Санди има подкрепата на дядо си, бащата на Железния, на когото той не е говорил повече от 30 години. Двамата са се отчуждили, защото Железния не може да прости на баща си, който е разкрил, на 40-годишна възраст, че е гей. Според Хосе, това е причината за смъртта на майка му.
Луис е млад, незрял, непокорен и забавен. Той не знае какво иска, и чувства, че никога не получава достатъчно внимание от родителите си.
Себастиан и Луис се влюбват в едно и също момиче – Рената Игареда, която е дъщеря на Саул Игареда, мъжа за когото Елена е щяла да се омъжи, преди да се запознае с Хосе Железния. Саул, въпреки че години по-късно се жени за друга, а след това се развежда, никога не забравя Елена. Той работи като държавен служител и е решен на всяка цена да помогне на Елена да се върне в образователната система. Луис е влюбен в дъщерята на Саул, Рената, която е влюбена в Себастиан.
Матилде винаги е искала богати зетове. Тя никога не приема Хосе за съпруг на дъщеря си, затова кара Пати да съблазни Саул, за да осигури охолен живот на майка си. Това причинява болка на Анхелито, който винаги е бил влюбен в Пати.
Спокойствието в дома на Железния е нарушено. Саул, с появата си в живота на Елена, застрашава брака ѝ с Хосе, но Железния винаги ще се бори за това, което обича.
Себастиан и Луис се изправят лице в лице, борейки се за любовта на Рената. Към този забавен триъгълник се присъединява Рита, асистентката на Себастиан, която го обича маниакално.
Съдбата на двата любовни триъгълника, на младите и възрастните, поднася изненади на всеки от семейство Йеро, доказвайки, че всеки от тях има душа от желязо.

## Актьори
Част от актьорския състав:
- Алехандро Камачо – Хосе Антонио „Железния“ Йеро Мартинес
- Бланка Гера – Елена Хименес де ла Коркуера де Йеро
- Хорхе Поса – Себастиан Йеро Хименес
- Адамари Лопес – Рита Ангиано Карбахал
- Алберто Естрея – Анхел „Анхелито“ Йеро Мартинес
- Марта Хулия – Патрисия „Пати“ Хименес де ла Коркуера
- Рафаел Инклан – Игнасио Йеро Гонсалес
- Адриан Урибе – Есекиел Йеро Хименес
- Лус Мария Агилар – Матилде де ла Коркуера и Салас вдовица де Хименес
- Алехандра Барос – Мариана Камарго
- Лисардо – Диего Галиндо
- Сурия Вега – Рената Игареда Фонтана
- Хуан Вердуско – Саул Игареда
- Еди Вилард – Луис Йеро Хименес
- Анжелик Бойер – Сандра Инес „Санди“ Йеро Хименес
- Кристиан Вега – Педро Лопес Риос
- Тиаре Сканда – Хулиана Диас
- Тео Тапия – Кинтеро
- Луис Гатика – Абраам Елисондо
- Марк Тачер – Гаел Ферер
- Марко Уриел – Фернандо Ареола
- Мару Дуеняс – Соня
- Одисео Бичир – Освалдо Ибарола
- Гретел Валдес – Мелиса
- Давид Остроски – Алонсо Ферер
- Густаво Рохо – Пиер
- Мануел Охеда – Алфредо Камарго
- Хуан Карлос Серан – Родолфо Молина
- Нурия Бахес – Рита Карбахал де Ангиано
- Дорисмар – Ромина
- Рикардо де Паскуал – Отец Антонио
- Фонсека – Себе си

## Премиера
Премиерата на Душа от желязо е на 25 февруари 2008 г. по Canal de las Estrellas. Последният 393. епизод е излъчен на 28 август 2009 г.

## DVD
Телевиса издава теленовелата в DVD формат, съдържащ по-интересните епизоди на поредицата.

## Награди и номинации
| Година | Церемония                 | Категория                            | Номиниран(а)                                   | Резултат     |
| ------ | ------------------------- | ------------------------------------ | ---------------------------------------------- | ------------ |
| 2009   | Награди TVyNovelas        | Най-добра теленовела                 | Роберто Гомес Фернандес Жисел Гонсалес Салгадо | Номинирани   |
| 2009   | Награди TVyNovelas        | Най-добра актриса в главна роля      | Бланка Гера                                    | Номиниран(а) |
| 2009   | Награди TVyNovelas        | Най-добър актьор в главна роля       | Алехандро Камачо                               | Номиниран(а) |
| 2009   | Награди TVyNovelas        | Най-добра актриса в отрицателна роля | Адамари Лопес                                  | Номиниран(а) |
| 2009   | Награди TVyNovelas        | Най-добър пръв актьор                | Рафаел Инклан                                  | Номиниран(а) |
| 2009   | Награди TVyNovelas        | Най-добра актриса в поддържаща роля  | Алехандра Барос                                | Номиниран(а) |
| 2009   | Награди TVyNovelas        | Най-добър актьор в поддържаща роля   | Хорхе Поса                                     | Печели       |
| 2009   | Награди TVyNovelas        | Най-добро женско откритие            | Сурия Вега                                     | Печели       |
| 2009   | Награди TVyNovelas        | Най-добро мъжко откритие             | Еди Вилард                                     | Печели       |
| 2009   | Награди TVyNovelas        | Най-добра история или адаптация      | Адриан Суар Химена Суарес Аида Гуахардо        | Печели       |
| 2009   | Награди TVyNovelas        | Най-добър режисьор                   | Ерик Моралес Хавиер Ромеро                     | Печели       |
| 2009   | Награди TVyNovelas        | Най-добър оператор                   | Ектор Маркес Бернардо Нахера                   | Печели       |
| 2009   | Награди People en Español | Най-добра актриса                    | Бланка Гера                                    | Номиниран(а) |
| 2009   | Награди People en Español | Най-добър актьор                     | Алехандро Камачо                               | Номиниран(а) |
| 2009   | Награди People en Español | Изненада на годината                 | Хорхе Поса                                     | Номиниран(а) |
| 2009   | Награди People en Español | Изненада на годината                 | Сурия Вега                                     | Номиниран(а) |
| 2009   | Награди People en Español | Най-добър римейк                     | Роберто Гомес Фернандес Хисел Гонсалес Салгадо | Номиниран(а) |
| 2009   | Награди Bravo             | Най-добра теленовела                 | Роберто Гомес Фернандес Хисел Гонсалес Салгадо | Печели       |
| 2009   | Награди Bravo             | Най-добър актьор                     | Хорхе Поса                                     | Печели       |
| 2009   | Награди Bravo             | Най-добра първа актриса              | Бланка Гера                                    | Печели       |
| 2009   | Награди Bravo             | Най-добър пръв актьор                | Алехандро Камачо                               | Печели       |
| 2009   | Награди Bravo             | Най-добро женско откритие            | Сурия Вега                                     | Печели       |
| 2009   | Награди Bravo             | Най-добро детско участие             | Мансана                                        | Печели       |
| 2009   | Награди Bravo             | Най-добър сценарий                   | Химена Суарес Аида Гуахардо                    | Печели       |
| 2009   | Награди GLAAD             | Най-добра теленовела                 | Роберто Гомес Фернандес Жисел Гонсалес Салгадо | Печели       |

## Версии
- Душа от желязо е римейк на аржентинската теленовела Son de Fierro от 2007 г., продуцирана от Pol-ka Producciones и Адриан Суар, с участието на Освалдо Лапорт и Мария Валенсуела.